# Heimansgroeve

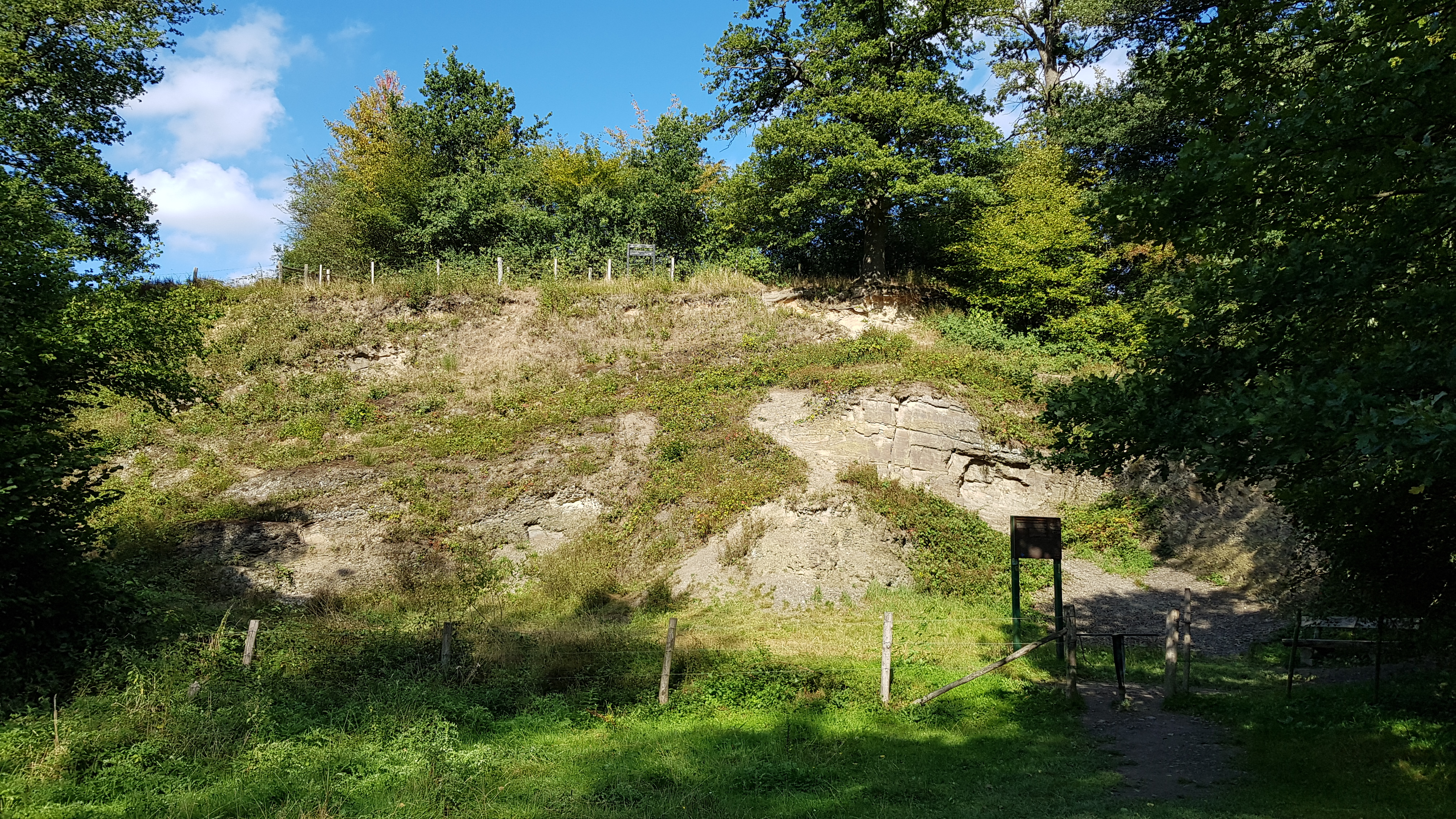
Geologisch monument Heimansgroeve

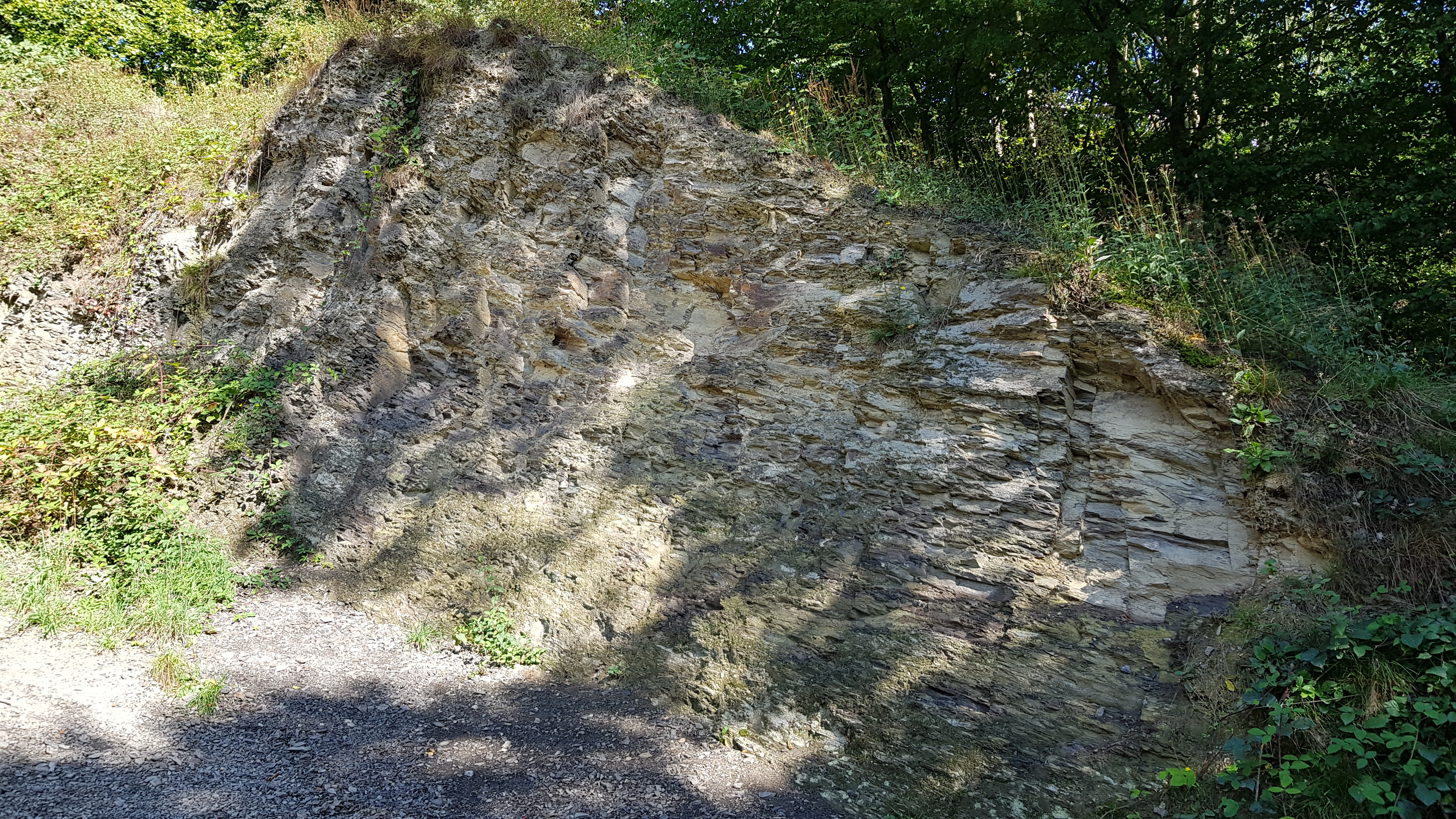
Heimansgroeve: rechter rotsgedeelte

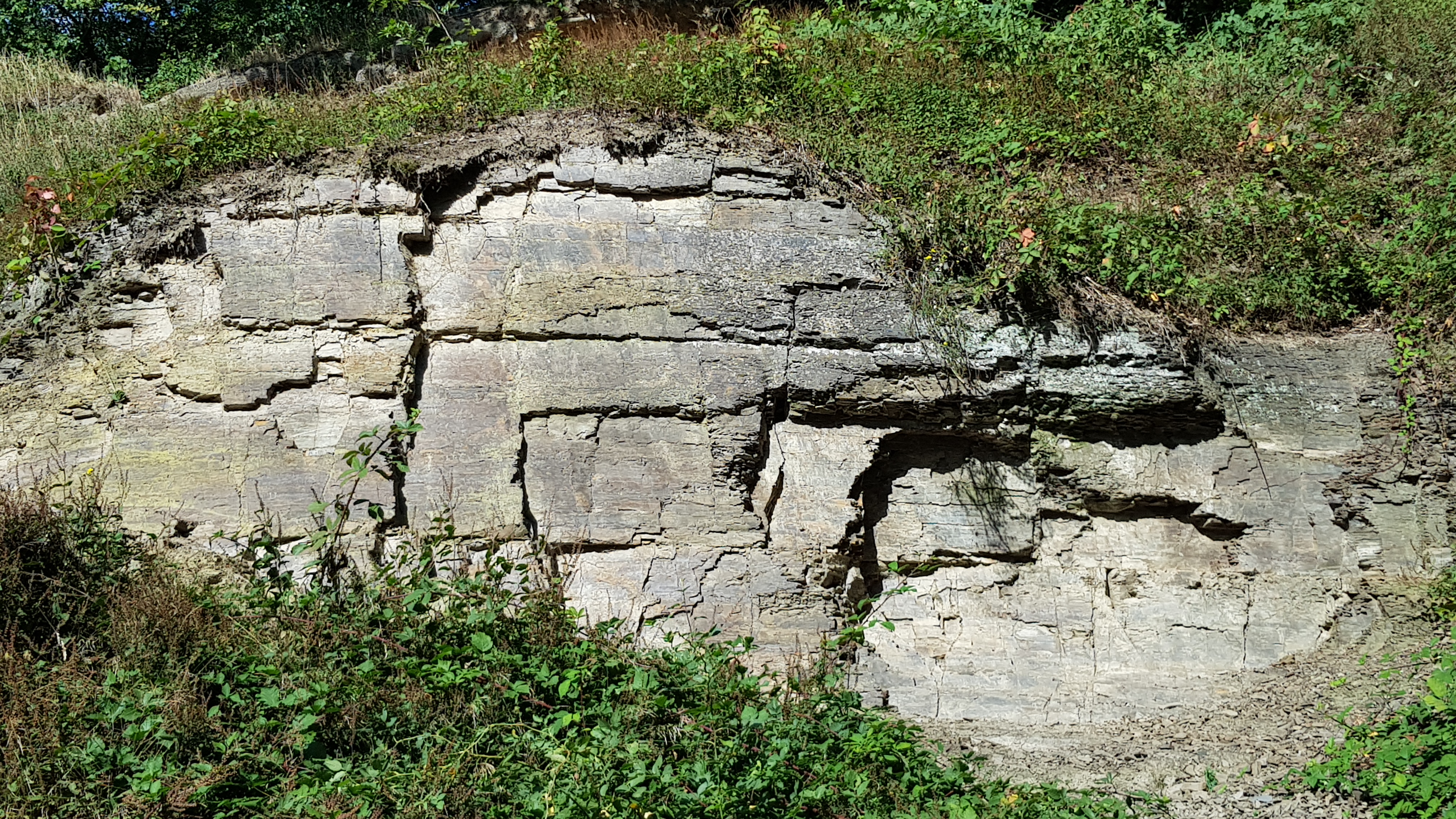
Heimansgroeve: middengedeelte

De Heimansgroeve is een voormalige steengroeve in Nederlands Zuid-Limburg in de gemeente Vaals. De groeve ligt ten noordwesten van Cottessen en ten zuiden van Camerig. De Heimansgroeve ligt in een helling (steilwand) van een door de Geul uitgeslepen Geuldal aan de voet van de zuidwestelijke helling van het Plateau van Vijlen. In de buurt van de Heimansgroeve monden de Belleterbeek, de Tergraatbeek en de Lousbergbeek uit in de Geul. Op ongeveer 350 meter naar het zuiden ligt de Hoeve Bervesj.
De groeve is genoemd naar de natuuronderzoeker en onderwijzer Eli Heimans.
De Heimansgroeve is niet meer in gebruik. De groeve is een geologisch monument dat wordt beheerd door de Stichting Het Limburgs Landschap. Omdat het gesteente hier erg hard is heeft het KNMI boven de groeve een seismologisch meetstation opgesteld om aardbevingen te registreren. Direct ten oosten van de Heimansgroeve ligt de Kampgroeve.

## Geschiedenis
Aanvankelijk werd er in een kleine groeve gesteente gewonnen voor het verharden van wegen. In een zijwand werd later een gat gemaakt in de hoop er steenkool aan te treffen.
In 1910 ontdekte de natuuronderzoeker Eli Heimans in deze zogenaamde steenkoolgrot de eerste mariene fossielen in de toen nog kleine groeve. Hij beschreef de plek in zijn boek Uit ons Krijtland (1911).
In 1936-1937 werd de groeve onder leiding van de geoloog Willem Jongmans naar het noorden vergroot om geologisch onderzoek te kunnen verrichten.
In 1992 werd de Heimansgroeve verkocht aan Het Limburgs Landschap.

## Geologie
Ten zuiden van Epen komt er naast het Limburgs Krijt ook nog oudere gesteenten aan het oppervlak van 330 miljoen jaar oud die behoren tot het Boven-Carboon (Namurien). Zo komt er in de Heimansgroeve kolenzandsteen van de Formatie van Epen en schalie aan de oppervlakte.
In de groeve bevinden zich lagen zandsteenbanken van kolenzandsteen die afgewisseld worden met lagen schalie, waarbij de lagen een duidelijke anticlinale structuur hebben. Op enkele plekken op de zandsteenbanken bevinden zich golfribbels, die erop duiden dat de zandsteen dicht bij de kust werd afgezet.
Iets hoger op de helling boven de Heimansgroeve bevindt zich Limburgs Krijt uit de Formatie van Aken, gevolgd door de Formatie van Vaals en de Formatie van Gulpen.

## Toepassing
Boven-carbonische zandstenen zoals uit de Heimansgroeve, Kampgroeve en Cottessergroeve zijn in vier boerderijen in de omgeving toegepast: hoeve Vernelsberg, hoeve Knops, hoeve Bellet en hoeve Termoere.

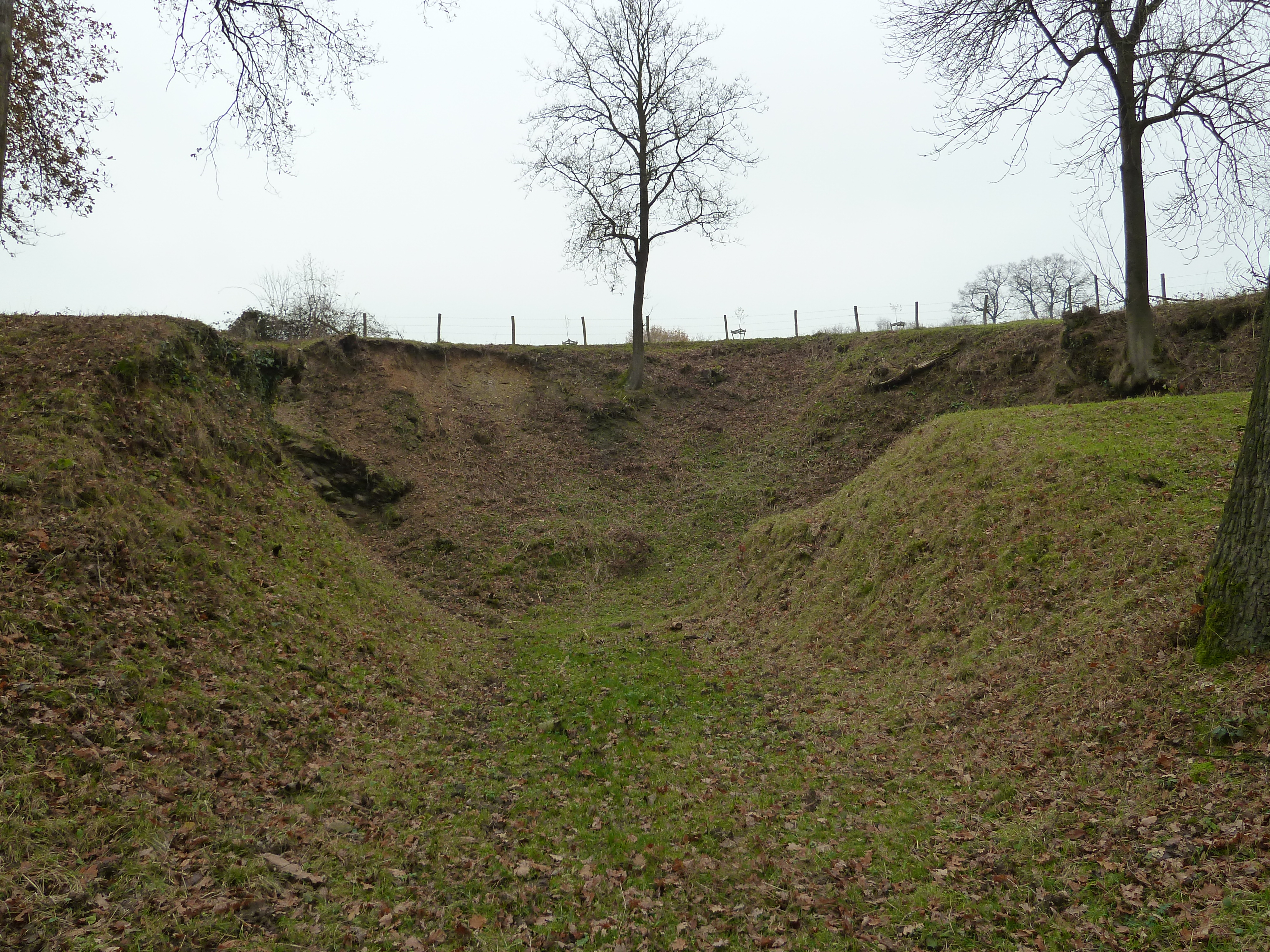
Kampgroeve, groeve direct naast de Heimansgroeve
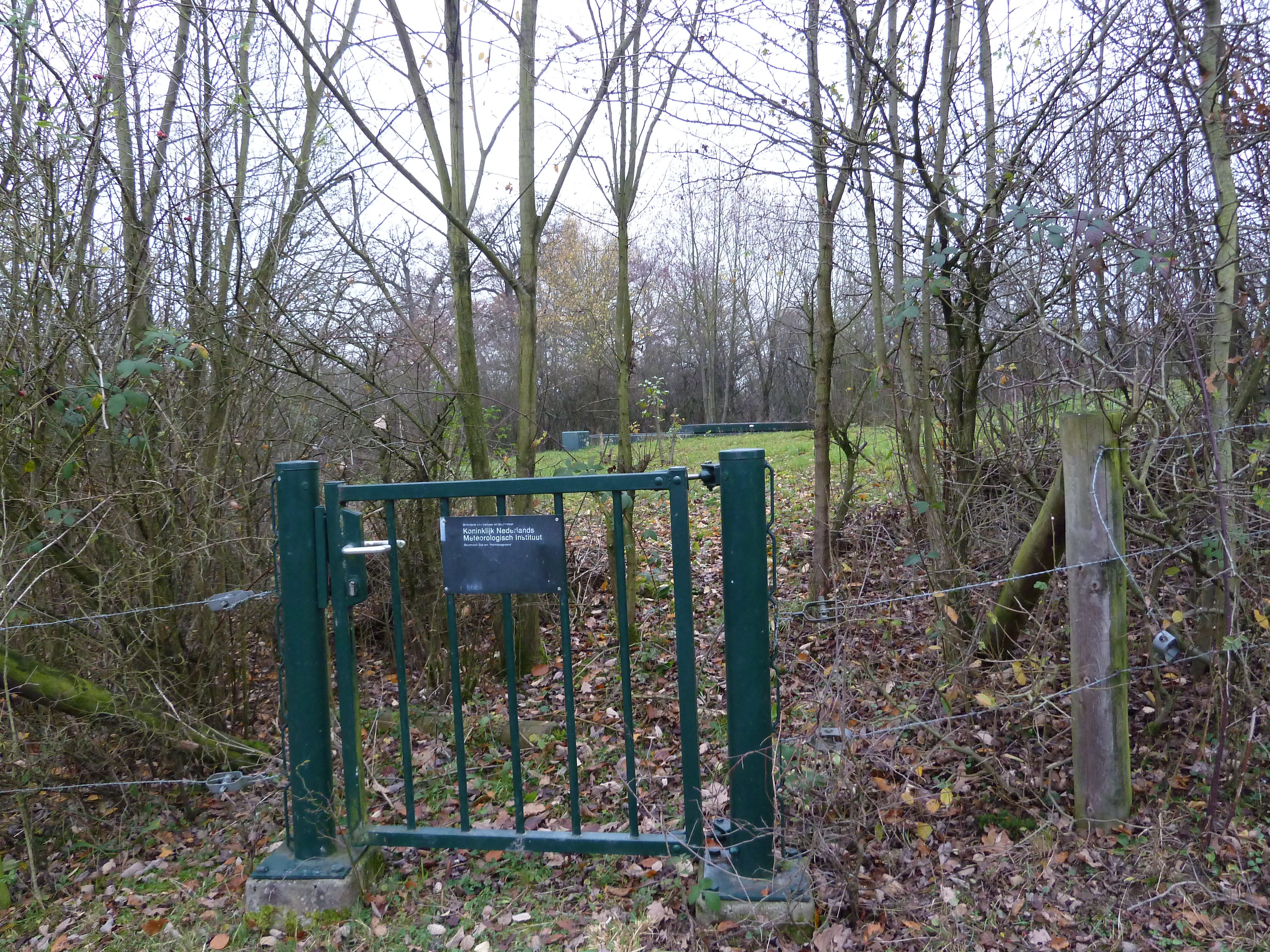
Seismisch Station Heimansgroeve
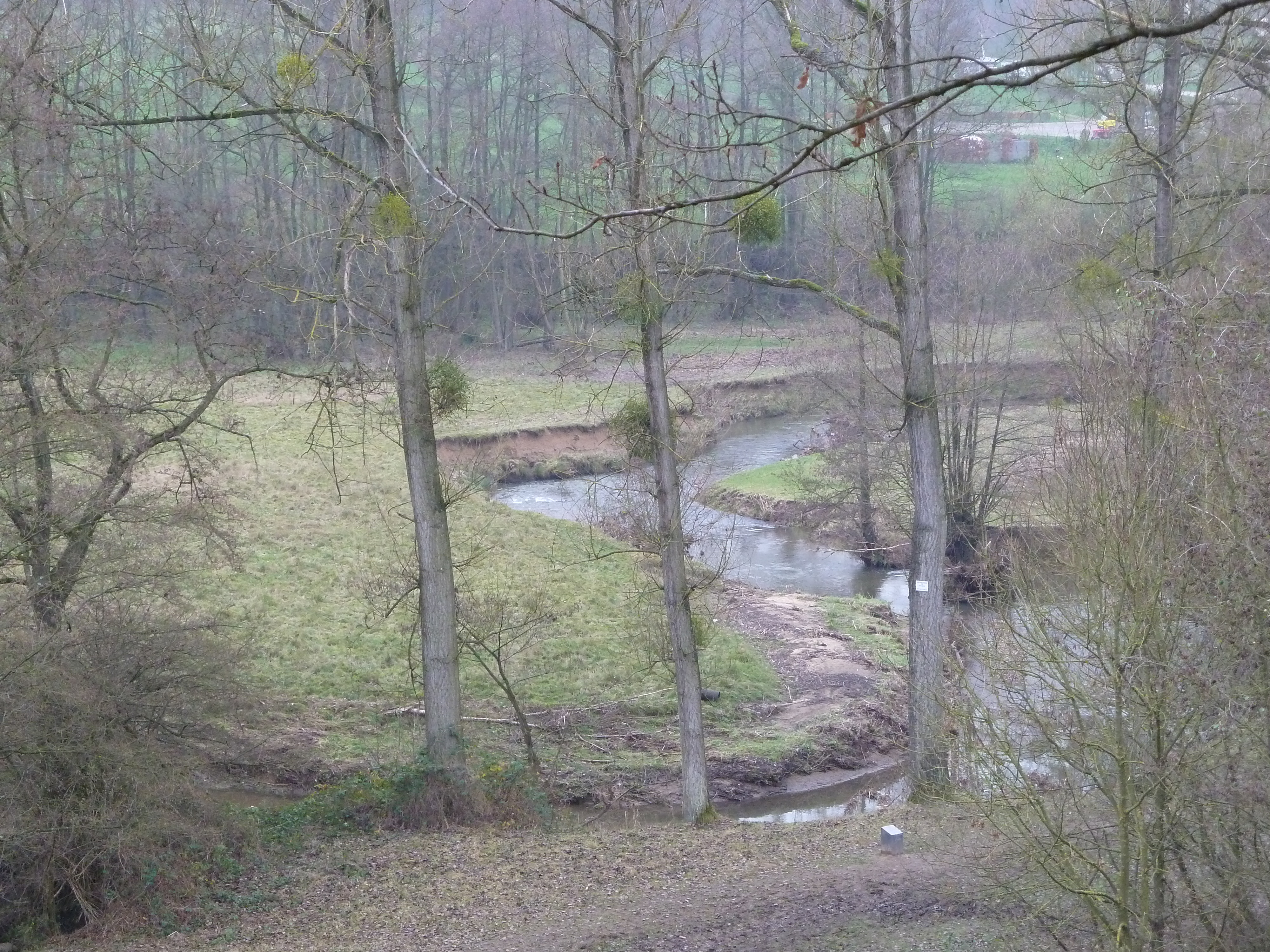
De Geul gezien vanaf het seismisch station